# 幸区
幸区（さいわいく）は、川崎市を構成する7区のうちのひとつ。
かつては梅の名所として知られ、明治天皇の御幸があり、これを記念して御幸村（みゆきむら）と名付けられたのが区名の由来となっている。

## 地理

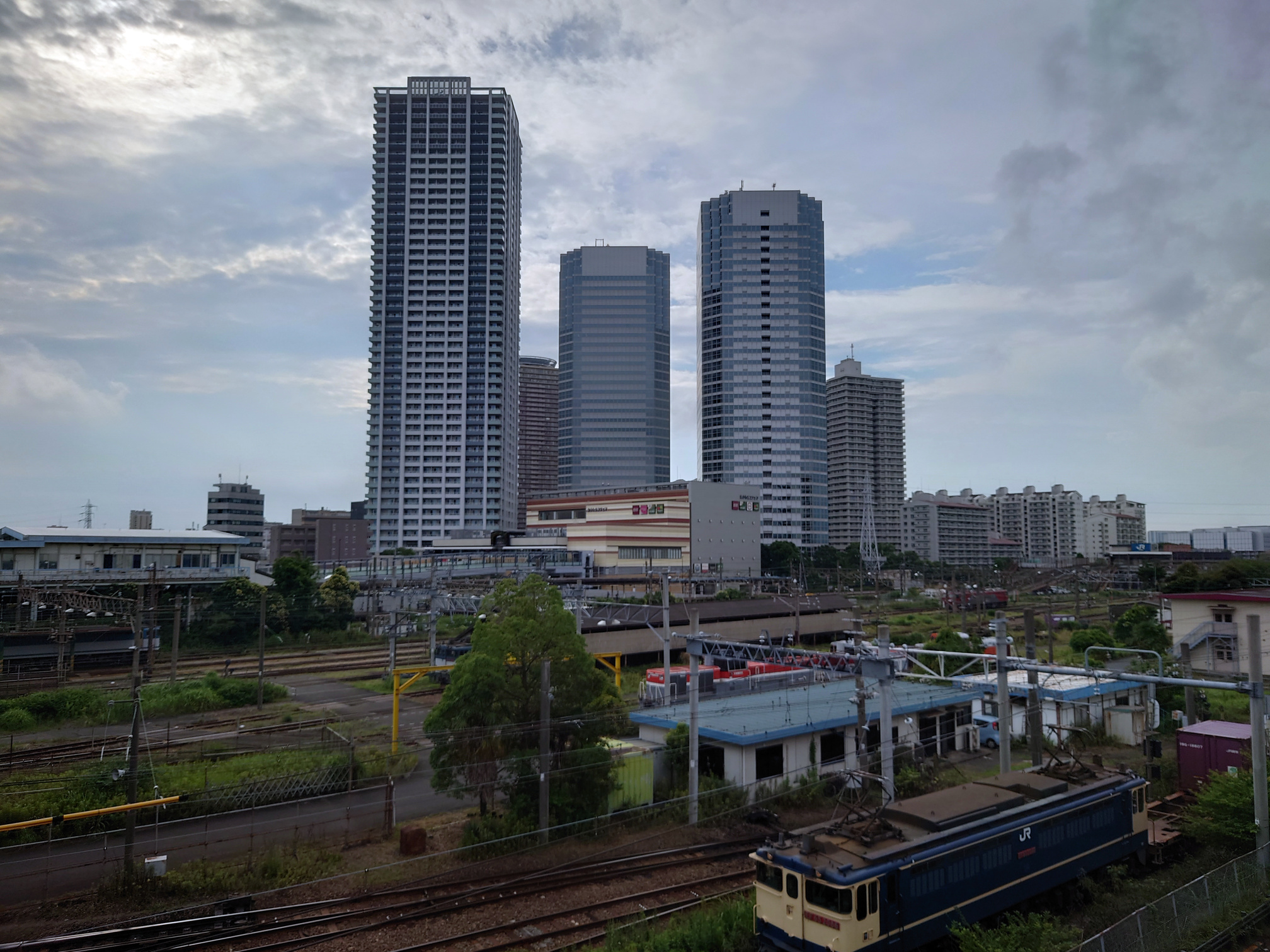
新川崎駅界隈

- 川崎市東部にあり、東側を流れる多摩川の下流域に位置する。西側には鶴見川やその支流の矢上川が流れる。
- 2022年現在、川崎市7区の中で最も面積が小さく、最も人口が少ない。ただし人口密度は中原区に次いで2番目に高い。
- 全般として平坦な地形であるが、西部の夢見ヶ崎地区などは丘陵地になっている。

### 隣接している自治体・行政区
神奈川県
- 川崎市の区
  - 川崎区、中原区
- 横浜市（鶴見区、港北区）

東京都
- 大田区

## 歴史

### 近代以前
- 縄文時代 夢見ヶ崎に南加瀬貝塚が形成される（-弥生時代）
- 4世紀 夢見ヶ崎に加瀬台古墳群が造営される（-7世紀）
- 6世紀 塚越二丁目に塚越古墳が築造される
- 江戸時代 多摩川沿いに農村が点在し、東海道川崎宿の助郷村としての役割を負う
- 1872年 区域の東側に川崎駅が開業（当初は西口は存在せず）
- 1884年 明治天皇が小向村の梅林に行幸
- 1889年4月1日 塚越・古川・戸手・小向・下平間・南河原・上平間・中丸子（上平間・中丸子は現在の中原区）の8村が合併して橘樹郡御幸村が成立。この他、現区域の一部は日吉村と住吉村（後に該当区域は日吉村へ）へ編入される。
- 1906年 川崎駅西口に横浜製糖（後の明治製糖、現在の大日本明治製糖）川崎工場が開業
- 1908年 横浜製糖工場の隣に東京電気（現在の東芝）川崎工場（1945年から堀川町工場）が開業
- 1912年 御幸村大字中丸子・小向の多摩川左岸地区が東京府荏原郡矢口村に編入され、代わりに矢口村大字古市場の多摩川右岸地区が御幸村に編入される。
- 1914年 アミガサ事件（多摩川堤防建設に対し御幸村民等が神奈川県庁へ大量請願を実施）
- 1916年 御幸村の多摩川の堤防建設に際して、内務省が東京側よりも1m低く築造するように命令[1]
- 1923年 関東大震災で明治製糖の工場が倒壊、後に新工場を建設
- 1924年7月1日 同郡川崎町・大師町と合併して川崎市が成立
- 1927年 南武鉄道（後の国鉄南武線）川崎駅－登戸駅、同矢向駅－川崎河岸駅（1972年廃止）が開業
- 1929年 新鶴見操車場が建設され、区域が分断（跨線橋を建設）
- 1937年 橘樹郡日吉村のうち、大字北加瀬・鹿島田・小倉の全域と矢上・南加瀬の一部を川崎市に編入（残部は横浜市神奈川区に編入）
- 1945年 空襲を受けて工場などに被害

### 現代
- 1947年 御幸支所が大字下平間に開設され、旧御幸村の大部分を所管する。ただし旧御幸村のうち、幸町・中幸町・南幸町・都町・柳町・大宮町・堀川町の各町、言い換えれば旧大字南河原の部分は市役所直轄となり、大字上平間・中丸子・下沼部は旧日吉村各大字と共に中原支所の管轄になる。
- 1949年 多摩川大橋が開通
- 1955年 第二京浜国道（国道1号）の拡幅整備が完了
- 1961年 小向町の東芝総合研究所内に東芝科学館が開館
- 1963年 都町に神奈川県御幸警察署（現在の幸警察署）を開設
- 1971年 戸手町に川崎市御幸消防署（現在の幸消防署）を開設
- 1972年4月1日 川崎市の政令指定都市移行に伴い、幸区が発足。御幸支所管内の各町・大字に本庁管内の旧南河原各町と中原支所管内の旧日吉村各大字を加えた範囲を区域とする。
- 1972年11月1日 北加瀬の一部から西加瀬を新設し中原区に編入、矢上字根搦を中原区木月字諏訪町に編入[2]
- 1972年11月22日 夢見ヶ崎動物公園が開園
- 1975年 幸区役所の総合庁舎が完成
- 1980年10月1日 横須賀線新川崎駅が開業
- 1984年 新鶴見操車場が廃止
- 1988年 明治製糖工場跡地再開発を巡ってリクルート事件が発覚
- 1995年 川崎市立看護短期大学が開校
- 1995年 明治製糖工場跡地にソリッドスクエアが開業
- 2000年 東芝川崎事業所（1998年堀川町工場・川崎本社から改称）が全面閉鎖
- 2000年 新鶴見操車場跡地に慶應義塾大学の新川崎キャンパスが開校
- 2003年 川崎駅西口にミューザ川崎セントラルタワーが開業
- 2004年 川崎駅西口にミューザ川崎シンフォニーホールが開業
- 2006年 川崎駅西口にラゾーナ川崎プラザが開業
- 2015年3月 幸区役所の新庁舎が完成

## 人口

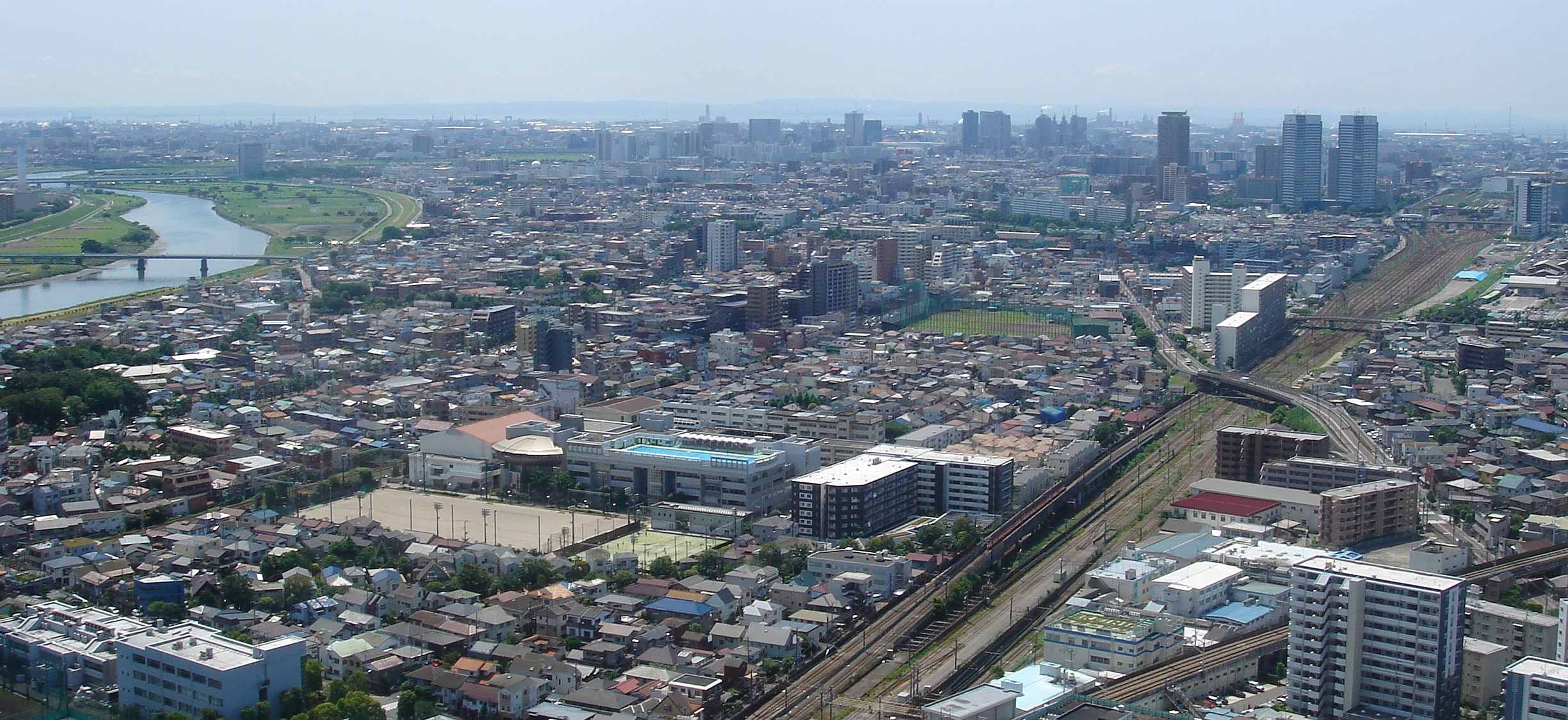
幸区の街並み

| 1975年 | 148,756 |
| 1980年 | 138,585 |
| 1985年 | 137,306 |
| 1990年 | 142,320 |
| 1995年 | 139,134 |
| 2000年 | 136,487 |
| 2005年 | 144,487 |
| 2010年 | 154,212 |
| 2015年 | 160,890 |
| 2020年 | 170,969 |

## 町名
幸区内では、一部の区域で住居表示に関する法律に基づく住居表示が実施されている。なお、川崎市の町名の丁目にはアラビア数字が広く使用されているため、町名欄はアラビア数字で統一している。
| 町名          | 町名の読み             | 町区域新設年月日 | 住居表示実施年月日 | 住居表示実施前の町名等 | 備考                 |
| ------------- | ---------------------- | ---------------- | ------------------ | ---------------------- | -------------------- |
| 堀川町        | ほりかわちょう         | 1924年6月25日    | 未実施             |                        |                      |
| 大宮町        | おおみやちょう         | 1933年4月1日     | 未実施             |                        |                      |
| 柳町          | やなぎちょう           | 1933年4月1日     | 未実施             |                        |                      |
| 幸町1丁目     | さいわいちょう         | 1933年4月1日     | 未実施             |                        |                      |
| 幸町2丁目     | さいわいちょう         | 1933年4月1日     | 未実施             |                        |                      |
| 幸町3丁目     | さいわいちょう         | 1933年4月1日     | 未実施             |                        |                      |
| 幸町4丁目     | さいわいちょう         | 1933年4月1日     | 未実施             |                        |                      |
| 中幸町1丁目   | なかさいわいちょう     | 1933年4月1日     | 未実施             |                        |                      |
| 中幸町2丁目   | なかさいわいちょう     | 1933年4月1日     | 未実施             |                        |                      |
| 中幸町3丁目   | なかさいわいちょう     | 1933年4月1日     | 未実施             |                        |                      |
| 中幸町4丁目   | なかさいわいちょう     | 1933年4月1日     | 未実施             |                        |                      |
| 南幸町1丁目   | みなみさいわいちょう   | 1933年4月1日     | 未実施             |                        |                      |
| 南幸町2丁目   | みなみさいわいちょう   | 1933年4月1日     | 未実施             |                        |                      |
| 南幸町3丁目   | みなみさいわいちょう   | 1933年4月1日     | 未実施             |                        |                      |
| 都町          | みやこちょう           | 1938年8月10日    | 未実施             |                        |                      |
| 神明町1丁目   | しんめいちょう         | 1928年5月        | 未実施             |                        |                      |
| 神明町2丁目   | しんめいちょう         | 1928年5月        | 未実施             |                        |                      |
| 塚越          | つかごし               | 1924年7月1日     | 未実施             |                        | （登記上のみの存在） |
| 塚越1丁目     | つかごし               | 1951年4月        | 未実施             |                        |                      |
| 塚越2丁目     | つかごし               | 1951年4月        | 未実施             |                        |                      |
| 塚越3丁目     | つかごし               | 1951年4月        | 未実施             |                        |                      |
| 塚越4丁目     | つかごし               | 1951年4月        | 未実施             |                        |                      |
| 新塚越        | しんつかごし           | 2000年8月7日     | 未実施             |                        |                      |
| 古川町        | ふるかわまち           | 1951年5月        | 未実施             |                        |                      |
| 下平間        | しもひらま             | 1924年7月1日     | 未実施             |                        |                      |
| 戸手1丁目     | とて                   | 1976年9月15日    | 1976年9月15日      | 戸手町1丁目、2丁目     |                      |
| 戸手2丁目     | とて                   | 1976年9月15日    | 1976年9月15日      | 戸手町1丁目、2丁目     |                      |
| 戸手3丁目     | とて                   | 1976年9月15日    | 1976年9月15日      | 戸手町1丁目、2丁目     |                      |
| 戸手4丁目     | とて                   | 1976年9月15日    | 1976年9月15日      | 戸手町1丁目、2丁目     |                      |
| 小向町        | こむかいちょう         | 1976年9月15日    | 1976年9月15日      | 小向字居村耕地         |                      |
| 小向          | こむかい               | 1924年7月1日     | 未実施             |                        |                      |
| 小向仲野町    | こむかいなかのちょう   | 1952年12月       | 1976年9月15日      | 小向仲野町             |                      |
| 小向東芝町    | こむかいとうしばちょう | 1952年12月       | 未実施             |                        |                      |
| 小向西町1丁目 | こむかいにしまち       | 1951年12月       | 未実施             |                        |                      |
| 小向西町2丁目 | こむかいにしまち       | 1951年12月       | 未実施             |                        |                      |
| 小向西町3丁目 | こむかいにしまち       | 1951年12月       | 未実施             |                        |                      |
| 小向西町4丁目 | こむかいにしまち       | 1951年12月       | 未実施             |                        |                      |
| 河原町        | かわらまち             | 1928年5月        | 未実施             |                        |                      |
| 遠藤町        | えんどうまち           | 1928年5月        | 未実施             |                        |                      |
| 戸手          | とて                   | 1924年7月1日     | 未実施             |                        | （登記上のみの存在） |
| 戸手本町1丁目 | とてほんまち           | 1951年4月        | 未実施             |                        |                      |
| 戸手本町2丁目 | とてほんまち           | 1951年4月        | 未実施             |                        |                      |
| 紺屋町        | こんやまち             | 1928年5月        | 未実施             |                        |                      |
| 古市場        | ふるいちば             | 1924年7月1日     | 未実施             |                        |                      |
| 東古市場      | ひがしふるいちば       | 1952年12月       | 未実施             |                        |                      |
| 古市場1丁目   | ふるいちば             | 1948年5月20日    | 未実施             |                        |                      |
| 古市場2丁目   | ふるいちば             | 1948年5月20日    | 未実施             |                        |                      |

| 町名        | 町名の読み   | 町区域新設年月日 | 住居表示実施年月日 | 住居表示実施前の町名等 | 備考 |
| ----------- | ------------ | ---------------- | ------------------ | --- | ---- |
| 鹿島田1丁目 | かしまだ     | 2012年11月19日   | 2012年11月19日     | 鹿島田字田尻・字宮城野・字向島、小倉字北耕地、下平間字稲荷耕地の各一部                                                                                |      |
| 鹿島田2丁目 | かしまだ     | 2012年11月19日   | 2012年11月19日     | 鹿島田字田尻・字中村・字宮城野の各一部 |      |
| 鹿島田3丁目 | かしまだ     | 2012年11月19日   | 2012年11月19日     | 鹿島田字関面・字西耕地の各全部と鹿島田字上通・字川向・字田尻・字中村、中原区市ノ坪字新田の各一部                                                      |      |
| 北加瀬1丁目 | きたかせ     | 1990年2月26日    | 1990年2月26日      | 北加瀬字北ノ根・字鹿島田境の各全部と北加瀬字道上・字熊野台・字八沼・字山崎、小倉字北耕地・字居村の各一部                                              |      |
| 北加瀬2丁目 | きたかせ     | 1990年2月26日    | 1990年2月26日      | 北加瀬字耕地・字道上・字出口・字熊野台、矢上字橋向の各一部                                                                                            |      |
| 北加瀬3丁目 | きたかせ     | 1990年2月26日    | 1990年2月26日      | 北加瀬字原・字耕地・字出口の各一部 |      |
| 南加瀬1丁目 | みなみかせ   | 1985年11月5日    | 1985年11月5日      | 南加瀬字東町の全部と南加瀬字夢見ケ崎・字仲山・字仲町・字池附、北加瀬字山崎の各一部                                                                    |      |
| 南加瀬2丁目 | みなみかせ   | 1985年11月5日    | 1985年11月5日      | 南加瀬字五反町の全部と南加瀬字仲山・字越路・字砂場・字仲町、北加瀬字出口の各一部                                                                      |      |
| 南加瀬3丁目 | みなみかせ   | 1985年11月5日    | 1985年11月5日      | 南加瀬字仲町・字池附・字原町の各一部 |      |
| 南加瀬4丁目 | みなみかせ   | 1985年11月5日    | 1985年11月5日      | 南加瀬字新田・字土腐・字江川、矢上字三軒家・字袋河岸の各全部と南加瀬字越路・字砂場・字原町・字下町・字榎戸・字仲町の各一部                            |      |
| 南加瀬5丁目 | みなみかせ   | 1985年11月5日    | 1985年11月5日      | 南加瀬字道下・字辻・字岩瀬の各全部と同字原町・字下町・字榎戸の各一部                                                                                  |      |
| 小倉        | おぐら       | 1937年4月1日     | 未実施             | |      |
| 小倉1丁目   | おぐら       | 2011年10月17日   | 2011年10月17日     | 小倉字北耕地・字居村・字東耕地・字南耕地の各一部 |      |
| 小倉2丁目   | おぐら       | 2011年10月17日   | 2011年10月17日     | 小倉字居村・字南耕地の各一部 |      |
| 小倉3丁目   | おぐら       | 2011年10月17日   | 2011年10月17日     | 小倉字居村・字東耕地の各一部 |      |
| 小倉4丁目   | おぐら       | 2011年11月21日   | 2011年11月21日     | 小倉字居村・字東耕地・字南耕地の各一部 |      |
| 小倉5丁目   | おぐら       | 2011年11月21日   | 2011年11月21日     | 小倉字居村・字南耕地の各一部 |      |
| 東小倉      | ひがしおぐら | 2008年12月8日    | 2008年12月8日      | 小倉字北耕地・字居村・字東耕地、塚越3の各一部 |      |
| 新小倉      | しんおぐら   | 2007年12月15日   | 2007年12月15日     | 小倉字居村・字東耕地の各一部 |      |
| 新川崎      | しんかわさき | 2007年12月15日   | 2007年12月15日     | 鹿島田字下田向、北加瀬字八ノ沼、北加瀬字山崎の各全部と鹿島田字上通・字関面・字西耕地・字中村・字宮城野・字向島、北加瀬1、小倉字北耕地・字居村の各一部 |      |
| 矢上        | やがみ       | 1937年4月1日     | 1990年2月26日      | 北加瀬字久保の全部と矢上字橋向、北加瀬字原・字出口の各一部                                                                                            |      |

1. 1 2  町名一覧には記載はあるものの町丁コードの設定はなく、人口、面積ともに0である。

## 経済・産業
明治末期以降、東京と横浜の中間点という立地に注目して電気・機械・食品などの大規模工場が多く進出した。
しかし、昭和末期以降は経済構造の変化に伴い、大規模工場の閉鎖（市外移転）と新たなハイテク産業の立地が進んでいる。また工場の移転跡は川崎駅西口のように商業施設や高層住宅地となる場所も多く、今後の繁栄が期待されている。
工場・事業所他
- 東芝 小向事業所
- キヤノン 矢向事業所・川崎事業所 - 川崎事業所は東芝柳町工場跡に建設された。
- 大陽日酸 川崎事業所
- 日立製作所 システム&サービスビジネス 通信ネットワーク事業部
- 川崎市地方卸売市場南部市場
- 東京電力川崎変電所
- 富士通新川崎テクノロジースクエア（旧パイオニア本社）
- NECネッツエスアイ基盤技術センター
- ニデック新川崎テクノロジーセンター

オフィスビル
- ラゾーナ川崎東芝ビル
- ミューザ川崎セントラルタワー
- JR川崎タワー
- ソリッドスクエア
- 興和川崎西口ビル
- 新川崎三井ビル
- かわさき新産業創造センター

本社を置く企業
- NTTアドバンステクノロジ
- 音楽館
- デル 日本法人本社
- 日本トイザらス
- 東芝 （2013年秋移転、登記上の本店は東京都港区）
- 東芝エレベータ
- 東芝デジタルソリューションズ
- 不二サッシ

## 教育

### 大学・短期大学
- 慶應義塾大学（K2（ケイスクエア）タウンキャンパス） -川崎市との合同研究施設。
- 川崎市立看護大学

### 高等学校
- 川崎市立幸高等学校
- 川崎市立川崎総合科学高等学校

### 中学校
- 川崎市立塚越中学校
- 川崎市立日吉中学校
- 川崎市立南加瀬中学校
- 川崎市立南河原中学校
- 川崎市立御幸中学校

### 小学校
- 川崎市立小倉小学校
- 川崎市立幸町小学校
- 川崎市立下平間小学校
- 川崎市立新小倉小学校
- 川崎市立戸手小学校
- 川崎市立西御幸小学校
- 川崎市立東小倉小学校
- 川崎市立日吉小学校
- 川崎市立古市場小学校
- 川崎市立古川小学校
- 川崎市立南加瀬小学校
- 川崎市立南河原小学校
- 川崎市立御幸小学校
- 川崎市立夢見ヶ崎小学校

※かつては、河原町小学校があったが、児童数減少により廃校となった。

## 交通

### 鉄道
東日本旅客鉄道（JR東日本）
 横須賀線・ 湘南新宿ライン
- 新川崎駅

 南武線
- 尻手駅 -（横浜市鶴見区区間）- 鹿島田駅

なお幸区は川崎市の区で唯一私鉄が一切通らない区である。

### 路線バス
- 川崎市交通局 戦後開業。現在は区域のほとんどを運行。
- 川崎鶴見臨港バス 日吉地区（小倉・南加瀬）中心。
  - 神明町営業所
- 東急バス 府中街道沿いおよび日吉地区を運行。
- 横浜市営バス 7系統 川崎駅西口〜国道尻手間、18系統 国道尻手→尻手駅前→矢向間を乗り入れ。

### 道路
- 一般国道
  - 国道1号（第二京浜）
  - 国道409号（府中街道）
- 主要地方道
  - 神奈川県道・東京都道9号川崎府中線（府中街道）
  - 神奈川県道14号鶴見溝ノ口線（尻手黒川道路）
  - 川崎市主要地方道幸多摩線（多摩沿線道路）
- 一般県道
  - 東京都道・神奈川県道111号大田神奈川線（ガス橋通り）
  - 神奈川県道・東京都道140号川崎町田線（尻手黒川道路）（市電通り）

## 名所・旧跡・観光スポット・祭事・催事

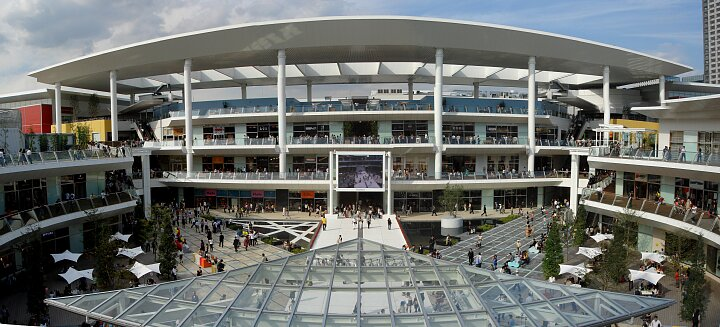
ラゾーナ川崎プラザ

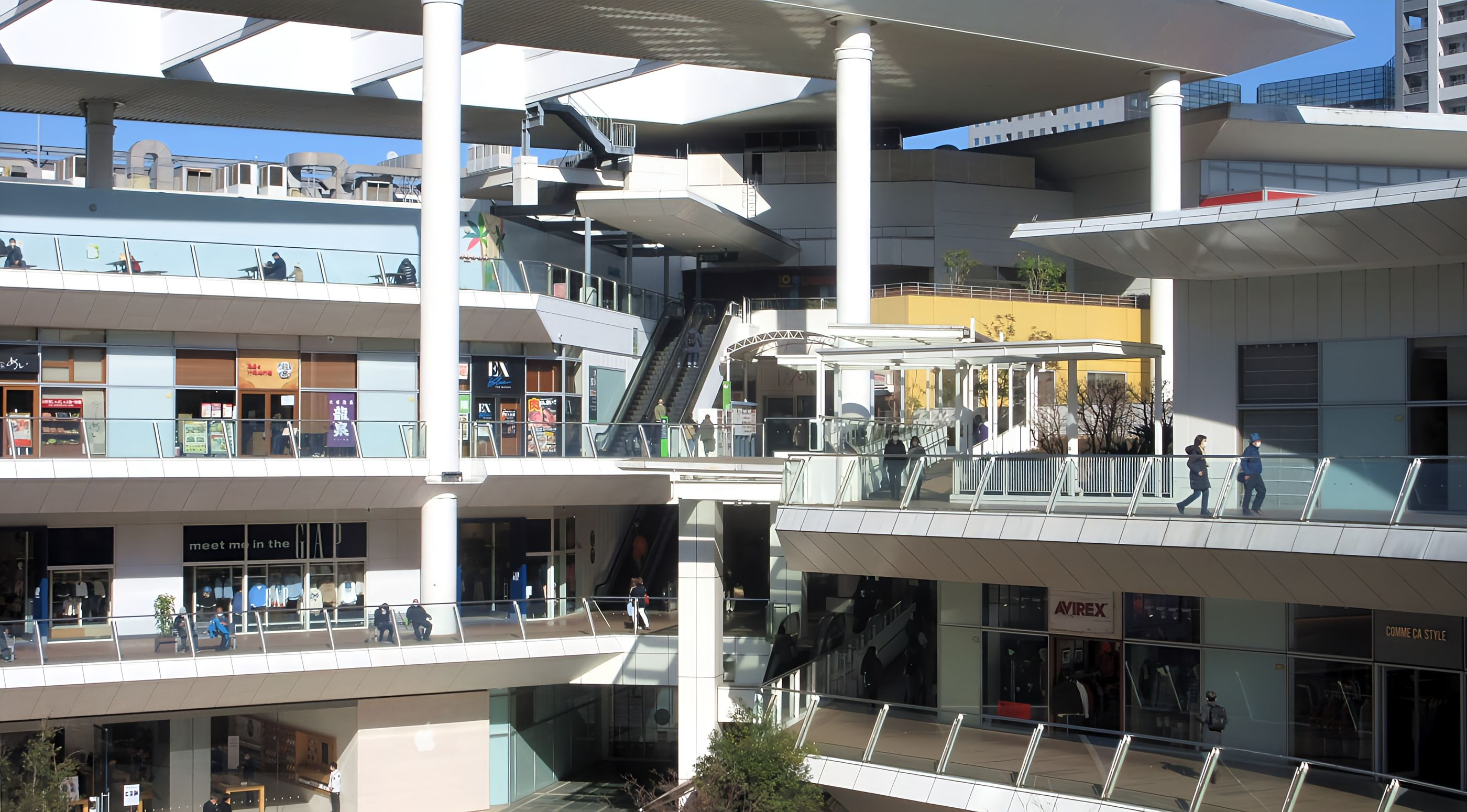
ラゾーナ川崎プラザ・ルーファ広場の一角

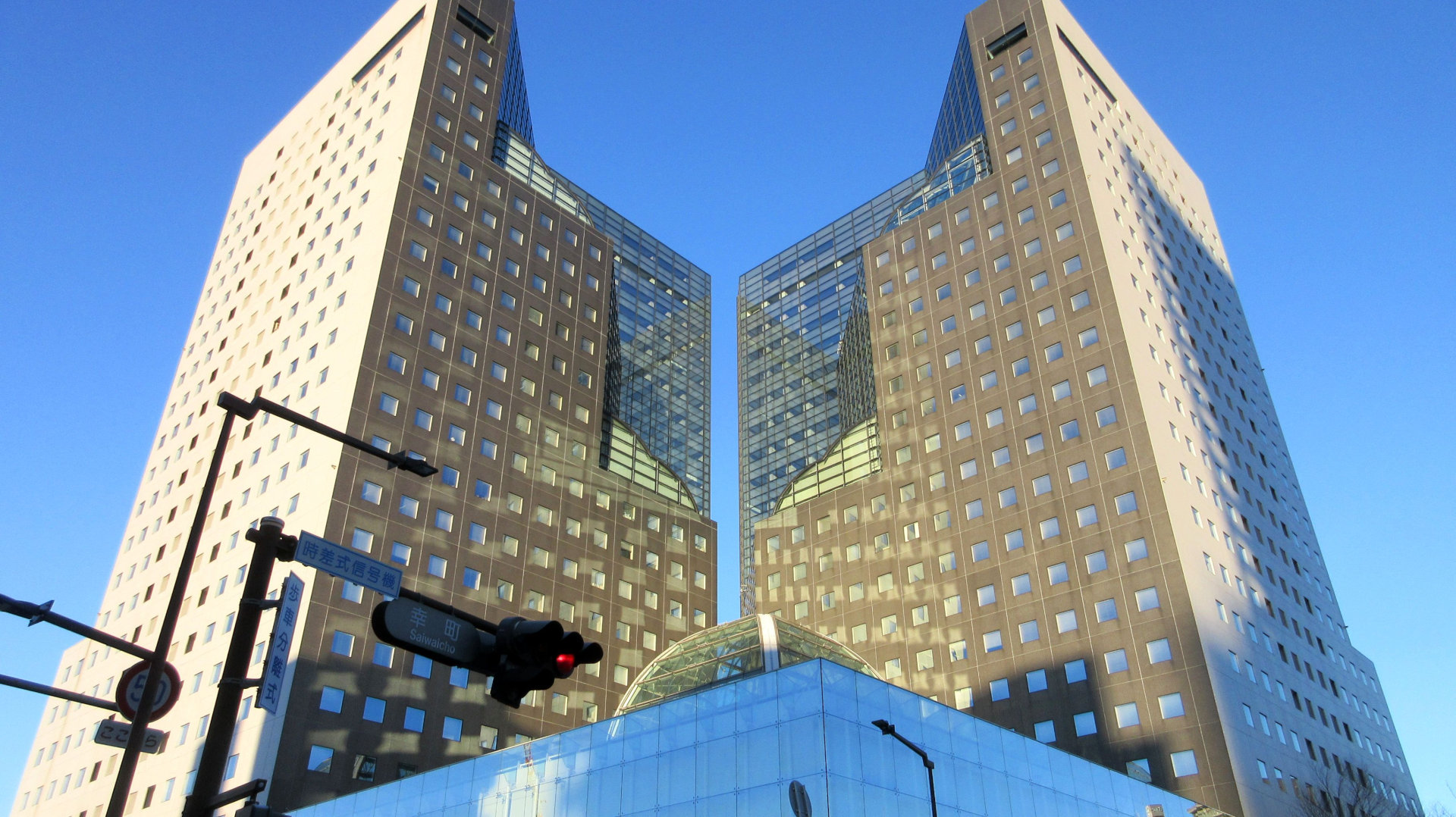
ソリッドスクエア(オフィス棟＆商業施設)

### 公園・自然環境・景観
- 夢見ヶ崎動物公園
- 御幸公園
- 南河原公園・さいわい緑道 - かつて川崎河岸駅へと続いていた南武支線の廃線跡を整備したもの

### 商業施設
- ラゾーナ川崎プラザ
- ミューザ川崎
- ソリッドスクエア
- クロスガーデン川崎
- パウかわさき
- ルリエ新川崎
- シンカモール
- 新川崎スクエア

### 娯楽
- 川崎リバーサイドゴルフ場
- 縄文天然温泉 志楽の湯

### 旧跡
- 天照皇大神
- 加瀬台古墳群
- 塚越古墳
- 白山古墳
- 下平間近辺は称名寺など赤穂浪士ゆかりの史跡が多い

### その他
- 東芝未来科学館（旧東芝科学館）
- 川崎競馬小向厩舎団地
- 川崎市中央卸売市場南部市場

## 出身有名人
- 安藤政信 - 俳優
- 榎本哲也（浦和レッズ） - 元サッカー選手
- 小川典子 - ピアニスト
- 紀田彰一 - 元プロ野球選手
- 齋藤学（川崎フロンターレ） - サッカー選手
- 鈴木達矢 - 元サッカー選手
- 栃纒勇光 - 元大相撲力士
- 佐藤藍子 - 女優
- 東山紀之（少年隊） - 実業家、元俳優、元歌手
- 三浦将明 - 元プロ野球選手